# Чёрно-красная ласточка
Чёрно-кра́сная ла́сточка или чёрно-красная настоящая ласточка (лат. Hirundo nigrorufa) — это небольшая насекомоядная птица семейства ласточковых. Обитает в Африке.

## Этимология
Видовое название nigrorufa, образовано из двух латинских слов: niger — чёрный и rufus — красный.

## Описание

### Внешний вид
Небольшая птица с длиной тела 13—14 см и массой — 13—16 г. Верхняя часть головы, спина, хвост и крылья птицы окрашены с сине-фиолетовый цвет. Подбородок, горло и нижняя часть туловища — жёлто-оранжевые.

### Голос
Звук, издаваемый этой ласточкой, транслируется на русский как «ииик».

## Размножение
Период размножения приходится на июль—октябрь. За сезон у ласточек 1 выводок.

## Питание
В рацион питания входят различные насекомые, которых птицы ловят в полёте. Охотятся поодиночке, парами или группами.

## Распространение
Чёрно-красные ласточки обитают в Африке: в Анголе, Демократической Республике Конго и Замбии. Селится на открытых местностях рядом с источниками воды.